# Estremoz
Estremoz este un oraș în Districtul Évora, Portugalia.